# Vincent Trocheck
Vincent Trocheck, född 11 juli 1993, är en amerikansk professionell ishockeyspelare som spelar för New York Rangers i NHL.
Han har tidigare spelat för Carolina Hurricanes och Florida Panthers i NHL, San Antonio Rampage i American Hockey League (AHL) samt Saginaw Spirit och Plymouth Whalers i Ontario Hockey League (OHL).
Trocheck draftades av Florida Panthers i tredje rundan i 2011 års draft som 64:e spelare totalt.

## Statistik
| 2008–2009  | Little Caesars U18  | MWEHL      | 44  | 27  | 19  | 46  | 32  | 7  | 1  | 4  | 5  | 0  |
| 2009–2010  | Saginaw Spirit      | OHL        | 68  | 15  | 28  | 43  | 56  | 6  | 2  | 2  | 4  | 2  |
| 2010–2011  | Saginaw Spirit      | OHL        | 68  | 26  | 36  | 62  | 60  | 12 | 6  | 5  | 11 | 4  |
| 2011–2012  | Saginaw Spirit      | OHL        | 65  | 29  | 56  | 85  | 65  | 12 | 5  | 6  | 11 | 10 |
| 2012–2013  | Saginaw Spirit      | OHL        | 35  | 24  | 26  | 50  | 34  | —  | —  | —  | —  | —  |
|            | Plymouth Whalers    | OHL        | 28  | 26  | 33  | 59  | 24  | 15 | 10 | 14 | 24 | 8  |
| 2013–2014  | Florida Panthers    | NHL        | 20  | 5   | 3   | 8   | 6   | —  | —  | —  | —  | —  |
|            | San Antonio Rampage | AHL        | 55  | 16  | 26  | 42  | 32  | —  | —  | —  | —  | —  |
| 2014–2015  | Florida Panthers    | NHL        | 50  | 7   | 15  | 22  | 24  | —  | —  | —  | —  | —  |
|            | San Antonio Rampage | AHL        | 23  | 8   | 11  | 19  | 19  | 3  | 1  | 1  | 2  | 2  |
| 2015–2016  | Florida Panthers    | NHL        | 76  | 25  | 28  | 53  | 44  | 2  | 0  | 1  | 1  | 0  |
| 2016–2017  | Florida Panthers    | NHL        | 82  | 23  | 31  | 54  | 43  | —  | —  | —  | —  | —  |
| 2017–2018  | Florida Panthers    | NHL        | 82  | 31  | 44  | 75  | 54  | —  | —  | —  | —  | —  |
| 2018–2019  | Florida Panthers    | NHL        | 55  | 10  | 24  | 34  | 54  | —  | —  | —  | —  | —  |
| 2019–2020  | Florida Panthers    | NHL        | 55  | 10  | 26  | 36  | 33  | —  | —  | —  | —  | —  |
|            | Carolina Hurricanes | NHL        | 7   | 1   | 1   | 2   | 16  | 8  | 0  | 2  | 2  | 4  |
| 2020–2021  | Carolina Hurricanes | NHL        | 47  | 17  | 26  | 43  | 20  | 9  | 2  | 1  | 3  | 4  |
| NHL totalt | NHL totalt          | NHL totalt | 474 | 129 | 198 | 327 | 294 | 19 | 2  | 4  | 6  | 8  |
| AHL totalt | AHL totalt          | AHL totalt | 78  | 24  | 37  | 61  | 51  | 3  | 1  | 1  | 2  | 2  |
| OHL totalt | OHL totalt          | OHL totalt | 264 | 120 | 179 | 299 | 239 | 45 | 23 | 27 | 50 | 24 |

### Internationellt
| Källa: Uppdaterad: 2021-01-30 | Källa: Uppdaterad: 2021-01-30 | Källa: Uppdaterad: 2021-01-30 |         | Utv = Utvisningsminuter | Utv = Utvisningsminuter | Utv = Utvisningsminuter | Utv = Utvisningsminuter | Utv = Utvisningsminuter |
| År                            | Lag                           | Mästerskap                    | Matcher | Mål                     | Assists                 | Poäng                   | Utv                     |                         |
| ----------------------------- | ----------------------------- | ----------------------------- | ------- | ----------------------- | ----------------------- | ----------------------- | ----------------------- | ----------------------- |
| 2010                          | USA                           | Ivan Hlinka                   | 5       | 1                       | 1                       | 2                       | 12                      |                         |
| 2013                          | USA                           | JVM                           | 7       | 3                       | 3                       | 6                       | 10                      |                         |
| 2014                          | USA                           | VM                            | 7       | 0                       | 0                       | 0                       | 4                       |                         |
| 2016                          | Lag Nordamerika               | WC                            | 3       | 1                       | 0                       | 1                       | 2                       |                         |
| Junior totalt                 | Junior totalt                 | Junior totalt                 | 12      | 4                       | 4                       | 8                       | 22                      |                         |
| Senior totalt                 | Senior totalt                 | Senior totalt                 | 10      | 1                       | 0                       | 1                       | 6                       |                         |